# 阿道菲娜·塔乔娃
阿道菲娜·塔乔娃（捷克語：Adolfína Tačová，1939年4月19日—），捷克女子竞技体操运动员。她曾代表捷克斯洛伐克参加1960年和1964年夏季奥林匹克运动会体操比赛，获得二枚银牌。